# ゲゼース
ゲゼース (ドイツ語: Gesees) は、ドイツ連邦共和国バイエルン州バイロイト郡（オーバーフランケン行政管区）に属す町村（以下、本項では便宜上「町」と記述する）で、ミステルバッハ行政共同体を構成する自治体の一つである。

## 歴史
文献上初めて言及されるのは、1321年まで遡ることができる。ミステルガウとともに、ゲゼースはフンメルガウの最も古い入植地である。1310年から、ゲゼースはホーエンツォレルン家のニュルンベルク城伯、後のブランデンブルク＝バイロイト辺境伯の所領に組み込まれた。1792年から所属したプロイセンのバイロイト侯領のアムトは、1807年にティルジットの和約によりフランス領となり、1810年バイエルン王国領となった。バイエルン王国の行政改革の時代、1818年の自治体令により、現在の自治体ができあがった。

## 地理
この町は、フレンキシェ・シュヴァイツの北縁ゾフィエンベルク（海抜592m）の麓、バイロイトから南に約5kmの魅力的な景観を誇る郊外に位置している。

### 自治体の構成
この町は、公式には7つの地区 (Ort) からなる。このうち小集落や孤立農場などを除く集落を以下に列記する。
- フォルケンドルフ
- ゲゼース
- シュペンフレック

## 文化と見所

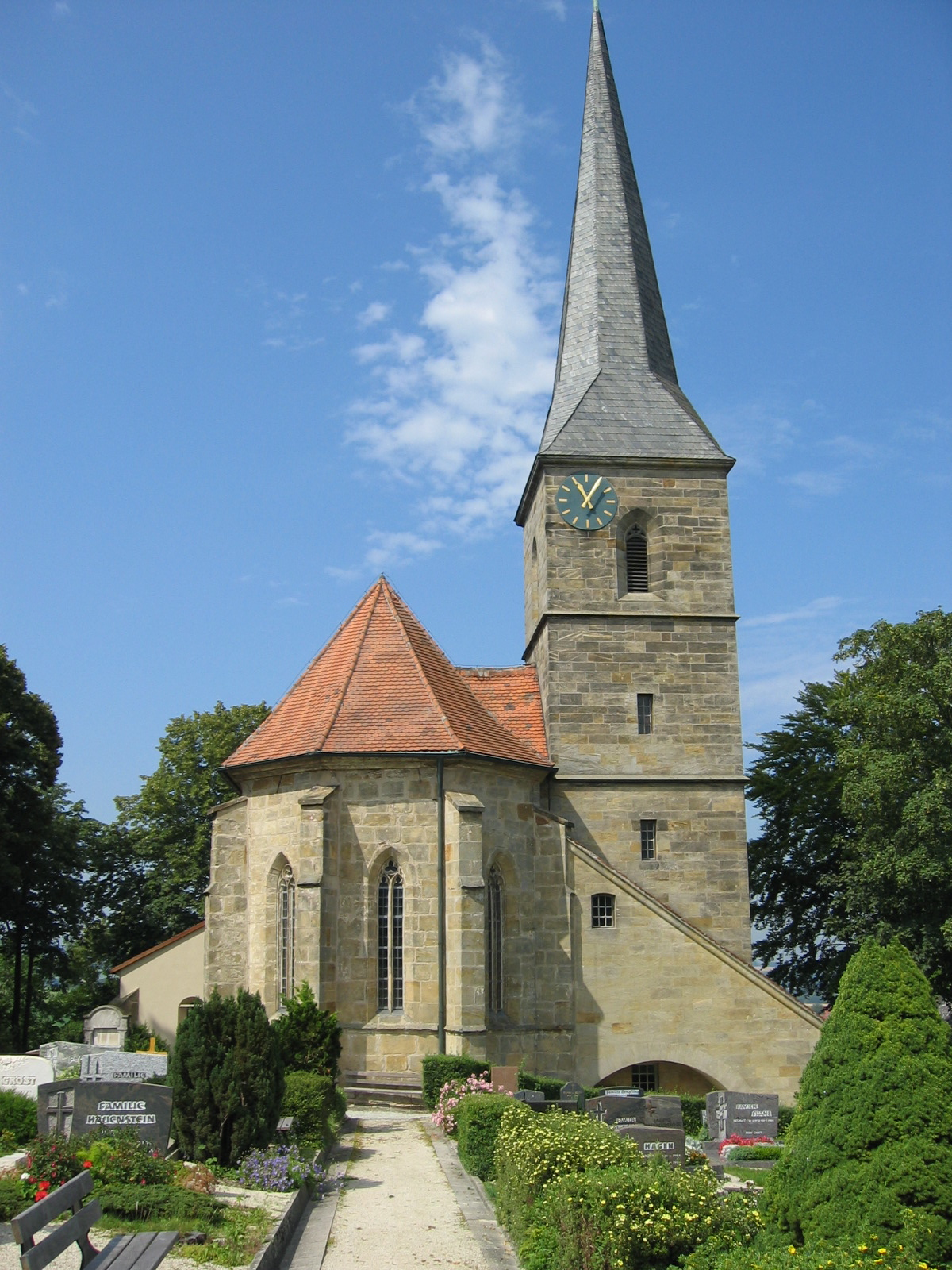
聖マリア教会

歴史的な巡礼教会と自衛教会聖マリア教会

## 引用
1. ↑  https://www.statistikdaten.bayern.de/genesis/online?operation=result&code=12411-003r&leerzeilen=false&language=de Genesis-Online-Datenbank des Bayerischen Landesamtes für Statistik Tabelle 12411-003r Fortschreibung des Bevölkerungsstandes: Gemeinden, Stichtag (Einwohnerzahlen auf Grundlage des Zensus 2011)
2. ↑  Bayerische Landesbibliothek Online